# دوري هونغ كونغ لكرة القدم 2006–07
دوري هونغ كونغ لكرة القدم 2006–07 (بالصينية: 2006–07年香港甲組足球聯賽) هو الموسم 62 من دوري هونغ كونغ لكرة القدم ‏. كان عدد الأندية المشاركة فيه 10، وفاز فيه نادي جنوب الصين.